# Partido Popular (Spanje)
Partido Popular (afgekort PP, 'Volkspartij' in het Spaans) is een Spaanse christendemocratisch-conservatieve politieke partij. De partij werd opgericht als Alianza Popular na de dood van Francisco Franco door diens minister van Binnenlandse Zaken, Manuel Fraga. Aanvankelijk leidde ze een bestaan in de marge, besmet als de leiders waren door het verleden. De naam werd veranderd in Coalición Popular en ten slotte in 1989 in Partido Popular. In dat jaar verdween Fraga en onder zijn opvolger José María Aznar kwam de doorbraak naar het midden. De PP is sindsdien met de socialistische Partido Socialista Obrero Español (PSOE) een van de twee grootste partijen van Spanje.
Sinds 1989 is FAES de denktank van de partij.

## Politieke koers
De PP is een christelijk-conservatieve partij. Op economisch gebied heeft de partij sterk liberale opvattingen. Ook is de partij voorstander van de Spaanse eenheid en dus tegen verdere autonomie van de autonome regio Baskenland en Catalonië.
Van 1996 tot 2004 zat de PP in de regering, onder leiding van premier José María Aznar, kleinzoon van Manuel Aznar Zubigaray, een Baskische Spaanse nationalist, regionalist, anticommunist en aanhanger van Franco. Aznar zelf noemde zich falangist en was in zijn jeugd nog een aanhanger van het falangisme. In 2000 toen de PP de absolute meerderheid bezat, zorgde ze ervoor dat een vereniging die de herinnering aan generaal Franco levend wilde houden, gesubsidieerd werd door de overheid.
In 2004 werd Mariano Rajoy uit Galicië aangewezen als zijn opvolger als partijleider en kandidaat-premier. De partij stond op voorsprong in de peilingen en leek de parlementsverkiezingen van 15 maart 2004 te gaan winnen. De bomaanslagen in Madrid van 11 maart 2004 zorgden echter voor een totale ommekeer. In eerste instantie hield de regering vol dat de Euskadi Ta Askatasuna (ETA) waarschijnlijk achter de aanslagen zat, ondanks aanwijzingen dat Al Qaida verantwoordelijk was. Er werd gesuggereerd dat de regering bewust informatie achterhield om de ETA te kunnen gebruiken als verantwoordelijke en niet zelf afgerekend te worden, omdat de aanslag volgens de plegers een reactie was op de Spaanse deelname aan de oorlog in Irak.
Mede door deze houding verloor de PP de verkiezingen aan de socialistische Partido Socialista Obrero Español (PSOE) van José Luis Rodríguez Zapatero.
Manuel Fraga Iribarne (1922-2012), de laatst overgebleven franquistische minister, was erevoorzitter van de PP.
Bij de Spaanse parlementsverkiezingen in 2011 kwam de PP weer terug en boekte onder Mariano Rajoy haar grootste overwinning ooit. Rajoy werd premier van Spanje. Ondanks de drastische bezuinigingsmaatregelen om de ook in Spanje hard toegeslagen wereldwijde financieel economische crisis te keren kon Rajoys PP in de regionale verkiezingen in Galicië en Navarra (regio) in 2012 haar winst uit 2011 behouden.
Op 6 november 2012 wees het Spaanse Hooggerechtshof de constitutionele aanklacht tegen het homohuwelijk af, met negen tegen drie stemmen. De PP-Volkspartij had in 2005 een constitutionele aanklacht tegen de invoering van het homohuwelijk ingediend. De PP is voor een inperking van de huidige, vrij liberale abortuswet, tegen het homohuwelijk, tegen euthanasie en tegen medische hulp bij zelfdoding. De PP geniet de steun van de Rooms-Katholieke Kerk bij marsen tegen abortus en voor het ongeboren leven.
De PP is tegen de Wet op de Historische Herinnering die onder de voorgaande coalitie goedgekeurd werd en onder meer onderzoek naar de massagraven van de slachtoffers van de franquistische milities mogelijk wil maken, eerherstel wil bieden aan de democratische weerstanders die tijdens de dictatuur veroordeeld werden en ten slotte wil verbieden dat Franco wordt verheerlijkt in geschiedenisboeken en monumenten. Ook is de PP tegen opheffing van de amnestiewet uit 1979 en tegen het Akkoord over de volksraadpleging in Catalonië in 2013.

## Europa
In Europees verband is de PP lid van de Europese Volkspartij, waar ook het Nederlandse CDA en de Vlaamse CD&V lid van zijn.

## Partijvoorzitters
Hieronder een lijst van partijvoorzitters sinds de oprichting van de partij. 
| Voorzitter             | Voorzitter       | Termijn    | Legislatuur          | Premier van Spanje                  |
| ---------------------- | ---------------- | ---------- | -------------------- | ----------------------------------- |
| Manuel Fraga Iribarne  | Manuel Fraga     | 1989-1990  | IV                   |                                     |
| José María Aznar López | José María Aznar | 1990-2004  | IV, V, VI, VII       | 1996-2004 Legislaturen VI en VII    |
| Mariano Rajoy Brey     | Mariano Rajoy    | 2004-2018  | VIII, IX, X, XI, XII | 2011-2018 Legislaturen X, XI en XII |
| Pablo Casado Blanco    | Pablo Casado     | 2018-2022  | XII, XIII, XIV       |                                     |
| Alberto Núñez Feijóo   | Alberto Feijóo   | 2022-heden | XIV, XV              |                                     |